# Percy von Halling-Koch
Percy von Halling-Koch (27. december 1914, død 1992) var en dansk forretningsmand. Han er stifter af Unika-Væv. I samarbejde med designeren Nanna Ditzel udviklede han konceptet for møbelstoffet "Hallingdal", der i dag sælges af Kvadrat og bl.a. anvendes i IC3-togene.
Halling-Kochs fysiognomi blev kendt og elsket af det danske folk, da han i bar figur, højt humør og fotograferet af Rigmor Mydtskov stillede op i en reklame for Samarin  